# Neoplynes cytheraea
Neoplynes cytheraea är en fjärilsart som beskrevs av Druce 1894. Neoplynes cytheraea ingår i släktet Neoplynes och familjen björnspinnare. Inga underarter finns listade i Catalogue of Life.